# Ideale vloeistof
Een ideale vloeistof is in de natuurkunde een incompressibele vloeistof (het volume wordt onder druk niet kleiner, de compressibiliteit is nul) zonder inwendige wrijving. Ideale vloeistoffen ondervinden geen schuifspanningen, zijn inviskeus, hebben geen warmteoverdracht en hebben een reynoldsgetal dat oneindig groot is. Ze worden in de natuurkunde, hydrostatica, en vloeistofmechanica gebruikt als geïdealiseerd model om vloeistoffen te beschrijven.